# Academia de Teatro de Shanghái
Academia de Teatro de Shanghái (en chino: 上海戏剧学院) es una universidad pública de la ciudad de Shanghái, República Popular de China dedicada a la educación en arte dramático. Su predecesora fue la Escuela Municipal de Teatro Experimental de Shanghái, cofundada por el famoso educador Gu Yuxiu (顾毓琇). Entre sus alumnos se destacan actores como: Feng Shao-feng, Pan Hong, Li Bingbing, Xing Fei, Fan Bingbing, Li Qin, Dilraba Dilmurat, Han Xue, Ma Yili, Nie Yuan, Yan Yikuan, Xiao Song Jia, Wan Qian, Zhang Yuqi, Hu Ge, Wang Yanlin, Zhang Zhehan, Tong Dawei, Lu Yi, Deng Lun, entre otros.

## Alumnos famosos

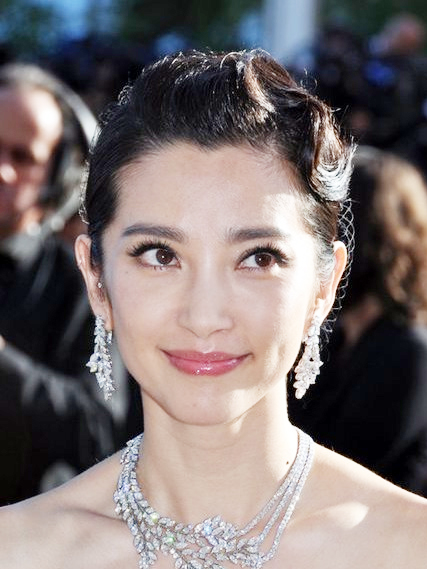
Li Bingbing, 2011

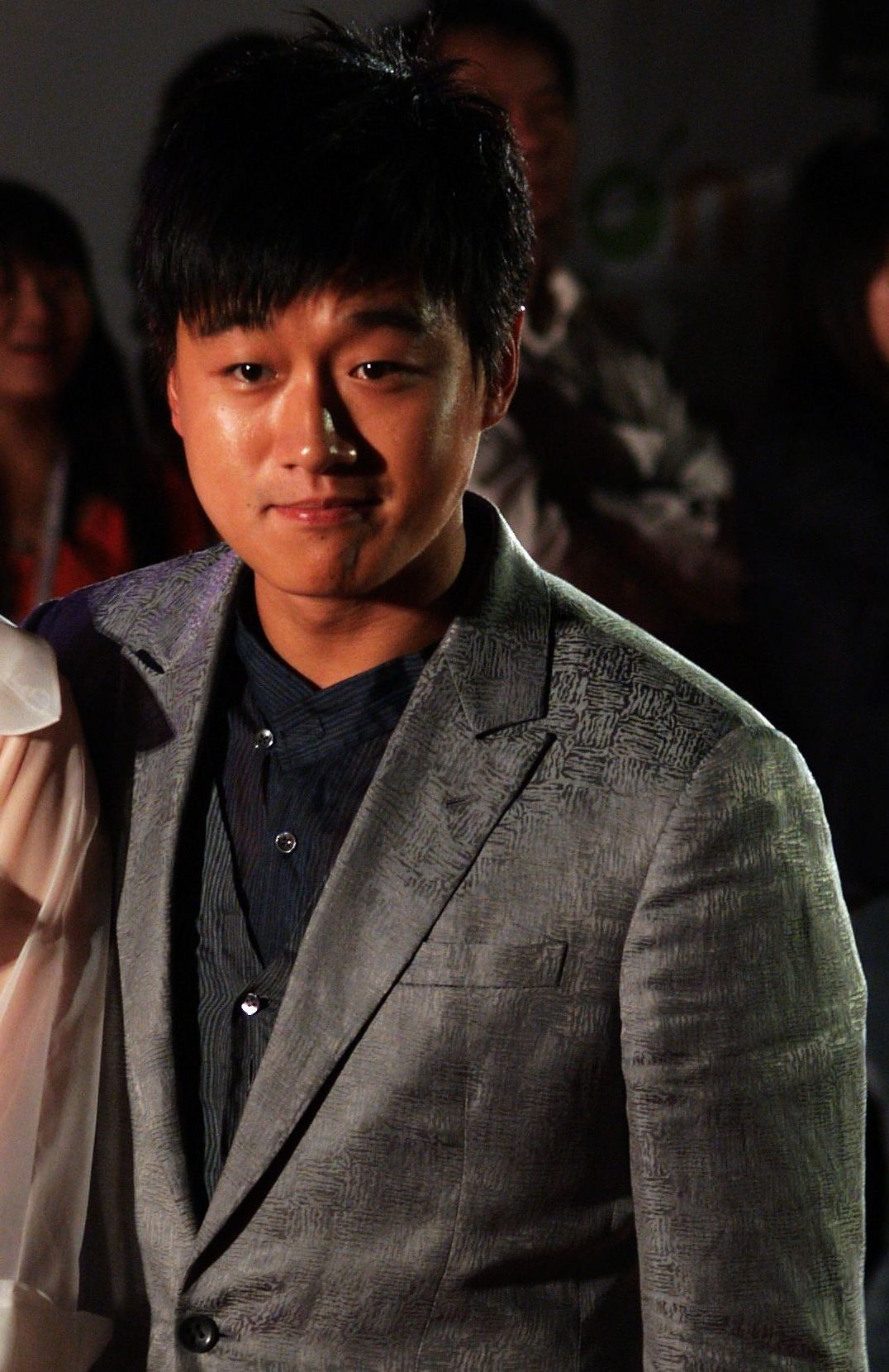
Tong Dawei, 2007

El año de clase indica el año de ingreso, no el año de graduación.
- Clase de 1974: Xu Xing
- Clase de 1976: Pan Hong
- Clase de 1980: Ding Jiali
- Clase de 1981: Wang Luoyong, Song Jia
- Clase de 1984: You Yong
- Clase de 1985: Guo Donglin
- Clase de 1986: Chen Hong
- Clase de 1987: Liu Qiong, Wang Hui
- Clase de 1989: Zhou Jie
- Clase de 1990: Xu Zheng
- Clase de 1993: Li Bingbing, Liao Fan, Li Yu
- Clase de 1994: Ma Yili
- Clase de 1995: Lu Yi, Li Qian
- Clase de 1996: Hao Lei, Nie Yuan, Chen Sicheng
- Clase de 1997: Tong Dawei, Yan Yikuan, Feng Shaofeng, Yang Rong, Yu Zheng
- Clase de 2000: Wan Qian
- Clase de 2001: Hu Ge, Han Xue, Yuan Hong
- Clase de 2002: Sun Yizhou, Monica Mok, Lei Jiayin
- Clase de 2003: Xu Haiqiao
- Clase de 2004: Jiang Shuying, Li Jinming, Zhao Ji, Zheng Kai, Chen He, Eric Wang, Du Jiang, Luo Yunxi
- Clase de 2005: Jin Shijia, Luo Yunxi
- Clase de 2006: Li Jiahang, Lou Yixiao
- Clase de 2007: Lin Gengxin, Purba Rgyal
- Clase de 2008: Li Qin, Wang Yanlin
- Clase de 2009: Jiang Jinfu, Zhang Zhehan
- Clase de 2010: Dilraba Dilmurat, Merxat, Yuan Bingyan, Huang Shijia
- Clase de 2011: Deng Lun
- Clase de 2012: Elvis Han, Vin Zhang, Peng Yuchang, Xing Fei, Xu Weizhou
- Clase de 2013: Ding Yuxi
- Clase de 2014: Zhu Zhengting
- Clase de 2015: Zeng Keni, Ding Yuxi
- Clase de 2016: Qiu Xinyi
- Clase de 2017: Xia Zhiguang, Wang Churan
- Clase de 2019: Sun Zhenni

## Otros artistas destacados
El artista chino Cai Guo-Qiang creador de innovadoras formas artísticas que incluyen la pintura con pólvora, la pirotecnia y las instalaciones, se graduó en la Academia de Teatro de Shanghái.